# Gordana Perkučin
Gordana Perkučin est une pongiste yougoslave née le 7 mai 1962 à Novi Kneževac. 

## Carrière
Elle est médaillée de bronze en double dames avec Jasna Fazlić aux Jeux olympiques d'été de 1988. Son palmarès aux Championnats du monde de tennis de table se compose d'une médaille d'argent en mixte en 1989 et d'une médaille de bronze en double en 1979. Elle remporte aux Championnats d'Europe de tennis de table une médaille d'or en double en 1992 et quatre médailles d'argent (en simple en 1980, en double et par équipe en 1984 et en mixte en 1986). 